# Governo di Rudinì V
Il Governo di Rudinì V è stato il trentacinquesimo esecutivo del Regno d'Italia, il quinto guidato da Antonio di Rudinì.  
Esso, nato in seguito alle dimissioni del governo precedente, ha avuto vita brevissima, essendo stato in carica dal 1º giugno al 29 giugno 1898 (sebbene già dimissionario dal precedente 18 giugno), per un totale di soli 28 giorni.

## Compagine di governo

### Appartenenza politica
| Partito | Partito          | Presidente | Ministri | Sottosegretari | Totale |
| ------- | ---------------- | ---------- | -------- | -------------- | ------ |
|         | Destra storica   | 1          | 8        | 6              | 15     |
|         | Sinistra storica | -          | 3        | 3              | 6      |
|         | Indipendente     | -          | 1        | -              | 1      |

### Situazione parlamentare
NOTA: Nonostante questo governo non si sottopose mai ad alcun tipo di votazione, dimettendosi proprio alla prima occasione, ai tempi del Regno d'Italia, poiché secondo lo Statuto Albertino il governo rispondeva nei fatti al solo Re, la fiducia parlamentare in senso moderno non era obbligatoria (ed in tal senso vari sono stati i casi di formazione di un governo palesemente privo di tale supporto). La prassi di determinare la sopravvivenza dell’esecutivo in base al supporto parlamentare, dunque, si è andata sviluppando solo successivamente, specie con l’ascesa dei partiti di massa e con l’introduzione del sistema proporzionale, in tempi molto più tardi rispetto all’unità, ed ufficialmente solo con la Costituzione della Repubblica Italiana. Per questo motivo, il grafico sottostante espone, secondo ricostruzioni e dichiarazioni, nonché secondo la composizione del governo, l’eventuale supporto che questo avrebbe o ha ottenuto.
| Camera              | Collocazione | Partiti                                                | Seggi     |
| ------------------- | ------------ | ------------------------------------------------------ | --------- |
| Camera dei deputati | Governo      | PLC (15), DEM (7)                                      | 22 / 508  |
| Camera dei deputati | Opposizione  | DEM-D. (320), PLC-D. (84), ER (42), PRI (25), PSI (15) | 486 / 508 |

## Composizione
| Carica                                | Titolare                                                         | Titolare                                                         | Titolare                                                         | Sottosegretario                                        |
| Presidenza del Consiglio dei ministri | Presidenza del Consiglio dei ministri                            | Presidenza del Consiglio dei ministri                            | Presidenza del Consiglio dei ministri                            | Sottosegretario di Stato alla Presidenza del Consiglio |
| ------------------------------------- | ---------------------------------------------------------------- | ---------------------------------------------------------------- | ---------------------------------------------------------------- | ------------------------------------------------------ |
| Presidente del Consiglio dei ministri |                                                                  |                                                                  | Antonio Starabba, marchese di Rudinì (Destra storica)            | Carica non assegnata                                   |
| Ministero                             | Ministri                                                         | Ministri                                                         | Ministri                                                         | Sottosegretario                                        |
| Affari Esteri                         |                                                                  |                                                                  | Raffaele Cappelli (Destra storica)                               | Lelio Bonin-Longare                                    |
| Agricoltura, Industria e Commercio    | Antonio Starabba, marchese di Rudinì (Destra storica) Ad interim | Antonio Starabba, marchese di Rudinì (Destra storica) Ad interim | Antonio Starabba, marchese di Rudinì (Destra storica) Ad interim | Gianforte Suardi                                       |
| Lavori Pubblici                       |                                                                  |                                                                  | Achille Afan de Rivera (Destra storica)                          | Bassano Gabba                                          |
| Interno                               |                                                                  |                                                                  | Antonio Starabba, marchese di Rudinì (Destra storica)            | Giorgio Arcoleo                                        |
| Pubblica Istruzione                   |                                                                  |                                                                  | Luigi Cremona (Sinistra storica)                                 | Emilio Pinchia                                         |
| Guerra                                |                                                                  |                                                                  | Alessandro Asinari di San Marzano (Destra storica)               | Cesare Tarditi                                         |
| Marina                                |                                                                  |                                                                  | Felice Napoleone Canevaro (Indipendente)                         | Giuseppe Palumbo                                       |
| Finanze                               |                                                                  |                                                                  | Ascanio Branca (Sinistra storica)                                | Nicola Balenzano                                       |
| Tesoro                                |                                                                  |                                                                  | Luigi Luzzatti (Destra storica)                                  | Carica non assegnata                                   |
| Grazia e Giustizia e Culti            |                                                                  |                                                                  | Teodorico Bonacci (Sinistra storica)                             | Cesare Fani                                            |
| Poste e Telegrafi                     |                                                                  |                                                                  | Secondo Frola (Destra storica)                                   | Enrico Stelluti Scala                                  |

## Cronologia

### 1898
- 1º giugno - Il governo giura dinnanzi al Re.
- 6 giugno - A Milano, Bergamo, Varese e Cremona scoppiano disordini in seguito all'uccisione di Muzio Mussi, durante i quali muoiono due manifestanti ed un militare.[6]
- 18 giugno - Di Rudinì annuncia alla Camera dei Deputati la decisione di rassegnare le dimissioni, avendo constatato l’assenza totale di supporto per la sua dichiarazione di politica generale, che molto conteneva in tema di decreti fortemente repressivi sulle manifestazioni[7]. Il Re dunque, accettatele, conferì l’incarico prima a Emilio Visconti Venosta, ma poiché questo fu infruttuoso, il mandato fu successivamente affidato al generale Luigi Pelloux.
- 29 giugno - Il seguito al giuramento del nuovo esecutivo, termina ufficialmente l’esperienza di governo.